# Аркадій (Чуперкович)
 Аркадій (ім'я при народженні — Олександр Чуперкович, рум. Alexandru Ciupercovici; 14 квітня 1823, м. Кимполунг, (Південна Буковина) — на той час Австрійська імперія — 5 березня 1902, м. Чернівці, Австро-Угорська імперія) — церковний діяч, митрополит Буковини.

## Біографія
Народився 14 квітня 1823 року в місті Кимполунг (Південна Буковина) у сім'ї священика. Його стриєм був дяк Мирон Чуперкович — депутат австрійського парламенту 1848—1849 рр. Гімназійну та філософсько-богословську освіту отримав у Чернівцях.
В 1847 році після одруження прийняв священний сан і одержав направлення для служіння в приході села Топорівці. В цьому ж році був перенаправлений в село Мілішівці. Після смерті в 1861 році дружини він поступає в монастир Путна, де в 1866 році стає монахом з іменем Аркадій, незабаром стає ігуменом монастиря, а через вісім років був возведений в сан архімандрита.
У 1878 році — консисторський радник, а з 1880 року стає консисторським архімандритом і генеральним вікарієм Буковинської митрополії.
16 лютого 1896 року імператорським декретом призначається митрополитом Буковини, а через два місяці у грецькому храмі Відня був рукопокладений на єпископа. Хіротонію відправляли єпископи Которський — Герасим і Задарський Никодим (Мілаш).
Аркадій Чуперкович намагався зайняти нейтральну позицію між румунами і українцями. Ним було зроблено дещо для поліпшення становища нерумунів у православній церкві. Ще в 1895 році він видав циркуляр, в якому священиків застерігали про заборону ведення політичної агітації. Помешкання митрополичої резиденції звільнено від тих людей і організацій, які не мали до церкви прямого відношення. Змушено було покинути резиденцію румунське товариство «Junimea».
В 1899 році до консисторії ввійшли два радники-русини: А. Манастирський і Г. Галицький. Генеральним вікарієм призначили І. Филиповича.
У тому ж році (1899) на теологічному факультеті Чернівецького університету стали професорами українці Д. Єремійчук і С. Козак, посаду катехіта (викладача теології) у Другій Чернівецькій гімназії займав Є. Семака.
Ці поступки українцям у церковній сфері викликали бурхливу негативну реакцію румунських шовіністичних кіл. В усьому вони звинувачували митрополита. В румунськомовних газетах безперестанку друкувалися фейлетони, образливі для Чуперковича. Особливо велике враження справило на нього віче у Чернівцях, на яке зібралось біля тисячі осіб. У виступах депутатів сейму Є. Пігуляка, С. Смаль-Стоцького, Г. Прокопця, Д. Князького та інших гостро засуджувалось нерівноправне становище українців у православній церкві.
Результатом народних віч 1898 року став меморіал до Святішого синоду Буковини і Далмації, поданий у середині січня 1899 року депутатами буковинського сейму М. Васильком і Є. Пігуляком. Вони наголошували, що єдиним виходом із важкого становища українців у буковинській православній церкві став би поділ архієпархії на дві секції — румунську і українську, які між собою радились у загальних справах, а внутрішні проблеми вирішували окремо.
Помер Аркадій Чуперкович 5 березня 1902 року після важкої хвороби і похований в архієрейській гробниці на міському цвинтарі Чернівців.